# Diocèse de Ségou

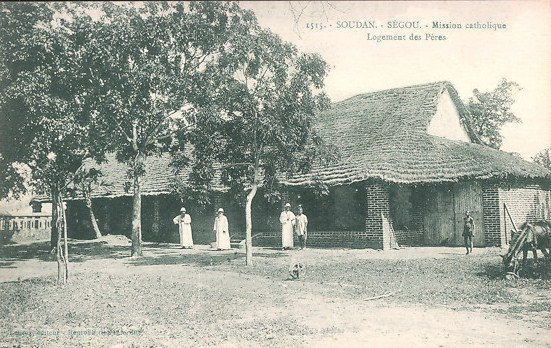
Photo d'une mission catholique à Ségou en dans les années 1910.

Le diocèse de Ségou a été établi le 10 mars 1962. Il relève de l’archidiocèse de Bamako.
En 1964, des territoires du diocèse de Ségou sont réattribués à la création du nouveau diocèse de San.

## Liste des évêques de Ségou
- 10 mars 1962-1er juillet 1974 : Pierre Louis Leclerc
- 1er juillet 1974- 17 mars 2003 : Julien Mory Sidibé
- 30 octobre 2003- : Augustin Traoré[2]

## Paroisses
Le diocèse compte 6 paroisses :
- Cathédrale de l’Immaculée Conception de Ségou (1895)
- Saint Joseph de Béléko (1939)
- Sainte Marie de Kolongotomo (1946)
- Notre Dame Reine d’Afrique de Niono (1955)
- Notre Dame du Niger de Markala (1968)
- Saint Pierre Claver de Fana (2008).